# Maasin (Iloilo)
Maasin è una municipalità di quarta classe delle Filippine, situata nella Provincia di Iloilo, nella Regione del Visayas Occidentale.
Maasin è formata da 50 baranggay:
- Abay
- Abilay
- AGROCEL Pob. (Aguinaldo-Roxas-Celso Mayor)
- Amerang
- Bagacay East
- Bagacay West
- Bolo
- Bug-ot
- Bulay
- Buntalan
- Burak
- Cabangcalan
- Cabatac
- Caigon
- Cananghan
- Canawili
- Dagami

- Daja
- Dalusan
- DELCAR Pob. (Delgado-Cartagena)
- Inabasan
- Layog
- Linab
- Liñagan Calsada
- Liñagan Tacas
- Magsaysay
- Mandog
- MARI Pob. (Mabini-Rizal)
- Miapa
- Nagba
- Nasaka
- Naslo-Bucao
- Nasuli
- Panalian

- Piandaan East
- Piandaan West
- Pispis
- Punong
- Santa Rita
- Sinubsuban
- Siwalo
- Subog
- THTP Pob. (Taft-Thompson-Hughes-Del Pilar)
- Tigbauan
- Trangka
- Tubang
- Tulahong
- Tuy-an East
- Tuy-an West
- Ubian